# Phloeolaemus macrocephalus
Phloeolaemus macrocephalus är en skalbaggsart som först beskrevs av Jacob Christian Schäffer 1910.  Phloeolaemus macrocephalus ingår i släktet Phloeolaemus och familjen ritsplattbaggar. Inga underarter finns listade i Catalogue of Life.